# Sven Malm
För arkitekten, se Sven Malm (arkitekt).
Sven August Malm, född 25 februari 1894 i Stockholm, död 26 november 1974 i Stockholm, var en svensk sprinter och häcklöpare. Han tävlade för SoIK Hellas.
Malm vann SM på 400 meter häck år 1917.
Vid OS 1920 deltog han i det svenska stafettlaget som vann brons på 4x100 m (övriga deltagare i laget var Agne Holmström, Nils Sandström och William Pettersson); han var även med i det svenska laget på 4x400 m som kom femma. Individuellt ställde han upp på 100 meter och 200 meter men slogs ut i försöken.
Sven Malm är begravd på Sandsborgskyrkogården i Stockholm.